# 아돌포 콘솔리니
아돌포 콘솔리니(이탈리아어: Adolfo Consolini, 1917년 1월 5일 ~ 1969년 12월 20일)는 이탈리아의 육상 선수로 주 종목은 원반던지기이다. 그는 1948년, 1952년, 1956년과 1960년 하계 올림픽에 출전했고 각각 1위, 2위, 6위와 17위를 하였다.
1948년 런던 올림픽에서 금메달을 획득하면서 52.78m에서 올림픽 기록을 세웠다. 그는 1946년, 1950년과 1954년 3개의 유럽 타이틀과 15개의 국내 타이틀을 우승하고, 1960년 로마 올림픽 개막식에서는 올림픽 선서를 했다.
은퇴 후, 이탈리아 육상 명예의 전당에 헌액되었다.
베로나현 코스테르마노에서 태어난 콘솔리니는 농부 가족에서 5남매 중의 막내였다. 그의 첫번째 육상 대회는 1937년 지방 돌던지기 대회였으며, 몇달 후 그는 원반 던지기 훈련을 시작했다. 1941년에 그는 53.33m의 세계 신기록을 세우고, 1946년 54.23m, 1948년 55.33m로 늘였다.
콘솔리니는 로마 올림픽 이후에 은퇴하였으나, 52세에 밀라노에서 43.94m를 던졌을 때까지 국내 수준에 지속적으로 나갔다. 결혼 후, 밀라노에 정착한 그는 나머지 인생에 피렐리 회사를 위하여 일하였다.
그는 52세의 나이로 바이러스성 간염으로 사망했다.